# Broderick Washington Jr.
Broderick Washington Jr. (Longview, 4 dicembre 1996) è un giocatore di football americano statunitense che milita nel ruolo di defensive tackle per i Baltimore Ravens della National Football League (NFL).

## Carriera

### Baltimore Ravens
Washington al college giocò a football con i Texas Tech Red Raiders dal 2016 al 2019. Fu scelto dai Baltimore Ravens nel corso del quinto giro (170º assoluto) del Draft NFL 2020. Debuttò come professionista nella gara del primo turno contro i Cleveland Browns mettendo a segno un tackle. La sua stagione da rookie si concluse con 8 presenze e 2 placcaggi. Nel 2022 trovò maggior spazio disputando per la prima volta tutte le 17 partite, di cui 9 come titolare, mettendo a segno 49 tackle e un sack.